# Trish Goff
Trish Goff (Pittsburgh, 8 giugno 1976) è una supermodella e attrice statunitense.

## Pubblicità
Vanta pubblicità anche per Missoni, Elizabeth Arden, Chanel, Christian Dior, Louis Vuitton, Krizia, Loewe, Max Mara, Valentino ed Yves Saint Laurent.

## Copertine
Le sue foto sono comparse su varie copertine fra cui
- Vogue, nelle edizioni 
  - australiana (novembre 2000)[1]
  - giapponese (marzo 2000 e novembre 2001)[1]
  - italiana (marzo 1995 e marzo 2001)[1]
  - britannica (settembre 1995)[1]
  - francese (agosto 1996)[2]
  - e tedesca (agosto 1995 ed agosto 1996)[1]
- Elle, nelle edizioni
  - britannica (2000)[2]
  - francese (12 febbraio e 10 dicembre 2001)[1]
  - e tedesca (ottobre 2008)[1]
- Cosmopolitan, nell'edizione statunitense (maggio e luglio 1996)[1]
- Marie Claire, nell'edizione tedesca (agosto 1994 ed aprile 1999)[1]
- D - la Repubblica delle donne del 9 luglio 1996, del 14 ottobre 1997, del 17 novembre 1998, del 19 gennaio 1999 e del 19 dicembre 2009[1] e nel novembre 2001[2].

## Sfilate
Ha sfilato anche per Salvatore Ferragamo, Missoni, Calvin Klein, Chanel, Christian Dior, Dolce & Gabbana, Emanuel Ungaro, Fendi, Gianni Versace, Gianfranco Ferré, Givenchy, Gucci, Jill Stuart, Max Mara, Mila Schön, Moschino, Oscar de la Renta, Paco Rabanne, Prada, Ralph Lauren, Valentino, Yves Saint Laurent e Jean Paul Gaultier, oltre che per Victoria's Secret nel 1998.

## Agenzie
Tra le agenzie che l'hanno rappresentata ci sono state:
- Viva Models - Parigi - Londra[1]
- Why Not Model Agency[1]
- DNA Model Management[1]
- Clyne Models[1]

## Altre attività
Nel 1997 è stata il volto di Christian Dior; dal 2004 si dedica occasionalmente al cinema, dopo il debutto nel film Noise. Le sue attività finanziarie sono rivolte anche al mercato immobiliare.